# 耶律磨魯古
耶律磨魯古（?—?），字遥隐。辽国官员。契丹六院部出身，耶律虎古之子。
耶律磨魯古善於射箭。統和初年，耶律磨魯古任南面林牙。统和四年（986年），北宋为收复燕雲十六州，进行雍熙北伐，磨魯古为契丹軍征宋前锋、流矢伤手，拔矢继续進軍。皇太后萧绰到达後，磨魯古以負傷不能再战，与北府宰相萧继先在边境巡逻。统和六年（988年）九月，契丹軍攻打北宋，耶律磨魯古仍为先锋，与耶律奴瓜于定州击破宋将李忠吉。统和八年（990年）六月，任北院大王。统和二十二年（1004年）九月，他和耶律老君奴检閲北王府、南王府之兵。后来病死于军中。